# John Carew Eccles

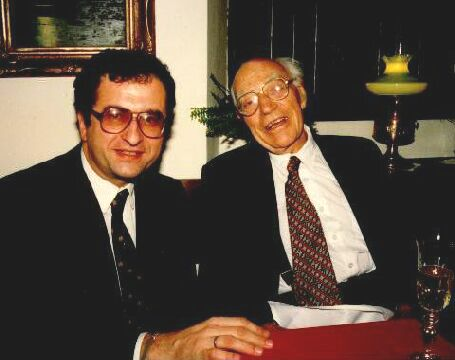
El psiquíatra de Bohemia Cyril Höschl y Sir John Carew Eccles (1993).

John Carew Eccles (Northcote, Victoria, Australia; 27 de enero de 1903 - Locarno, Suiza, 2 de mayo de 1997) fue un neurofisiólogo australiano.
Estudió medicina en la Universidad de Melbourne, donde se graduó en 1925. Estudió en Oxford como discípulo del famoso neurofisiólogo Sir Charles Sherrington. En 1937 volvió a Australia como director del Instituto Kanematsu del Hospital de Sídney. Allí, junto con los científicos europeos Bernard Katz y Stephen Kuffler, estudió la transmisión de señales entre nervios y músculos.
Un traslado a Nueva Zelanda en 1944 le puso en contacto con el filósofo Karl Popper, con el que inició una estrecha relación profesional. Eccles desarrolló una filosofía dualista que llamó dualismo interaccionista, que mantiene que hay diferentes sustancias en el universo, una física y otra mental. Eccles se declaraba católico.
Tras nuevo traslado, esta vez a la recién inaugurada Universidad Nacional Australiana de Canberra, Eccles trabajó en el mecanismo iónico de excitación e inhibición de las sinapsis cerebrales, lo que le valió el Premio Nobel en 1963.
En sus últimas décadas, Eccles se interesó cada vez más por un panorama más amplio en el que centró su investigación y trató cuestiones filosóficas, desarrollando sus propias respuestas a preguntas básicas como qué significa ser humano. Durante estos años, nunca dejó de utilizar la investigación científica para obtener respuestas, sino que utilizó esta investigación como prueba, teniendo en cuenta las limitaciones de ese enfoque. Eccles pronunció las conferencias Gifford en la Universidad de Edimburgo en 1977 con los títulos "El misterio humano" y "El psiquismo humano".
- 1932. Reflex Activity of the Spinal Cord
- 1953. The neurophysiological basic of the mind: The principles of neurophysiology, Oxford: Clarendon
- 1957. The Physiology of Nerve Cells
- 1964. The Physiology of Synapses
- 1965. The brain and the unity of conscious experience, London: Cambridge University Press
- 1969. The Inhibitory Pathways of the Central Nervous System
- 1970. Facing reality: Philosophical Adventures by a Brain Scientist, Berlín: Springer
- 1973. The Understanding of the Brain
- 1977. The Self and Its Brain, con Karl Popper, Berlín: Springer
- 1979. The human mystery, Berlín: Springer
- 1980. The Human Psyche
- 1984.Robinson, Daniel N.; Eccles, John C. (2013). The Wonder of Being Human: Our Brain and Our Mind. Collier Macmillan. ISBN 0-02-908860-7.
- 1985. Mind & Brain: The Many-Faceted Problems, (Editor), New York : Paragon House
- 1989. Evolution Of The Brain: Creation Of The Self
- 1994. How the Self Controls Its Brain

## Obras editadas en España
- Popper, Karl Raimund; Eccles, John C. (1985). El yo y su cerebro. Editorial Labor. ISBN 978-84-335-1712-8.
- Eccles, John C. (1986). La psique humana. Editorial Tecnos. ISBN 978-84-309-1343-5.
- Eccles, John C.; Zeier, Y. Hans (1984). El cerebro y la mente. Editorial Herder. ISBN 978-84-254-1433-6.